# Wolsingham
Wolsingham is een civil parish in het bestuurlijke gebied Durham, in het Engelse graafschap Durham met 2720 inwoners.